# Scott Raynor
Scott William Raynor Jr. (Poway, California; 23 de mayo de 1978) es un músico estadounidense, conocido por haber sido el fundador y baterista original de blink-182 hasta 1998, año en el que fue remplazado por Travis Barker debido a que Mark Hoppus y Tom DeLonge lo expulsaron por problemas de alcoholismo.

## Biografía

### Comienzos
Scott Raynor conoció a Tom DeLonge en 1992, en el instituto de Rancho Bernardo High School, en Poway, San Diego. Él era un gran fan de Metallica, y decidió formar una banda junto a DeLonge, cuyas influencias eran The Cure, The Descendents y Screeching Weasel. A ellos se les suma Mark Hoppus, recomendado por su hermana a DeLonge y forman blink, que luego sería renombrada blink-182.
La banda lanza Cheshire Cat en 1994 mediante Cargo Music y Grilled Cheese, filial de Cargo. Sus canciones comienzan a aparecer en videos de snowboard, surf y skate mientras logran una importante legión de fanes en todo el país y en Australia. Comienzan a participar en los Warped Tour junto a bandas como Pennywise y NOFX. En 1997, la banda lanza Dude Ranch, que se convierte en un éxito gracias, en parte, a su sencillo "Dammit", que fue una de las cinco canciones más pedidas del Billboard Modern Rock Tracks. En Australia vuelven a lograr un gran éxito manteniéndose 20 semanas consecutivas en las listas.
Las ideas en cuanto al contenido de las letras y a la música en general de la banda, en cierta medida, chocaban entre los propios miembros de la banda. Scott aseguró que su música "es más que humor de baño y chicas", pero recalcó que le gustan las bandas con "contenido político". La prensa les comparaban con bandas como Pennywise o NOFX, con quienes iban de gira, pero Scott dijo que aún era pronto para esas comparaciones porque están buscando su propio estilo e identidad: "no veo clara esa comparación. NOFX es una de las grandes bandas de música punk de Estados Unidos y muchas bandas suenan un poco como ellos. A Mark le influye Ned's Atomic Dustbin y a Tom los Descendents. Todas esas bandas combinan estilos, y creo que nosotros estamos desarrollando el nuestro propio."

### Expulsión de blink-182
Sin embargo, la banda, durante la gira de 1998, comunica a Scott, quien tiene un problema de alcoholismo, que entre en un programa de rehabilitación. "Recibí una llamada de Mark, Tom y Rick (el mánager) una tarde después de un tour. Me dieron un ultimátum para dejar de beber y entrar en rehabilitación. Yo no pensé que necesitaba ir a rehabilitación, así que les pedí el fin de semana para pensarlo y ellos aceptaron. Salí por ahí y me volví a emborrachar. Ese fin de semana comprendí que tenía un problema con el alcohol y decidí llamarles para decirles que iba a aceptar ese programa de rehabilitación, pero ahora ellos no me creyeron. Les dije que si había algo que podía hacer para permanecer en la banda y me dijeron que no. No me dieron nunca una razón."

"Nunca me habría desnudado"
Scott Raynor, en una entrevista al preguntársele por su antigua banda, blink-182, y en referencia a sus videoclips What's My Age Again? y All the Small Things.

Otra de las teorías fue que Scott dejó la banda él mismo para retomar los estudios. Sin embargo, en las entrevistas que ha concedido, el ex-baterista ha defendido la primera tesis, la de la expulsión por su adicción al alcohol. Si es cierto que Scott retomó los estudios ya que aseguró que volvía al instituto y que "estar en una banda, aunque sea de un gran éxito, no te asegura cuánto va a durar. Me gusta hacer buena música, pero tampoco quiero perder otras oportunidades". También reveló que le gustaría hacer "psicología para ayudar a los niños de las calles".

### Proyectos y vida post-blink
En 2003 corrió el rumor de que Scott Raynor había sido encontrado muerto de un disparo. Ultimate-guitar.com publicó esa falsa noticia y se encargó también de desmentirla, pidiendo perdón a Scott, su familia y su entorno. El propio Scott, a través de esa web, hizo un comunicado desmintiendo su fallecimiento: "Hola, soy Scott Raynor. No me han disparado, pero a un amigo sí. Era un joven sin hogar que vivía en las calles de San Diego. Trece niños mueren en las calles de América cada día." El joven al que se refería en su nota, era uno de los muchos con que Scott trataba a diario, ya que forma parte de una ONG de San Diego llamada Stand up for kids, donde ayuda a alcohólicos, indigentes y demás gente desfavorecida. Scott también colaboraba con el voluntariado de Soma, local de punk rock donde Tom, Mark y él acudían a ver a sus bandas favoritas y donde llegaron a tocar ya como blink-182.
En cuanto a sus proyectos musicales tras blink-182, Scott ha tocado en grupos como One Track Mind (con quienes grabó un EP llamado The Endless Bummer, en 2002), Death on Wednesday (curiosamente como guitarrista), Grumpy, ISINGLASS, A Bing, A Band, and A Boom y Trailer Park Queen, bandas locales del sur de California.
En la actualidad, desde el 2016, Scott toca como batería en un grupo de dark-punk llamado The wraith, junto con Davey Bales en las voces, Kaz Alvism como guitarrista y Colin Ambulance como bajista. Wraith ya han publicado un EP con cuatro canciones, llamado Shadow flag.

## Curiosidades
- Flyswatter se grabó en la habitación de Scott Raynor. De ahí se explica, entre otras razones, la discreta calidad acústica de esa demo.
- Scott participó en la creación de algunas canciones de Enema of the State, llegando a tocar algunas de ellas en concierto, como "Mutt".